# Histoire philatélique et postale de la Lituanie

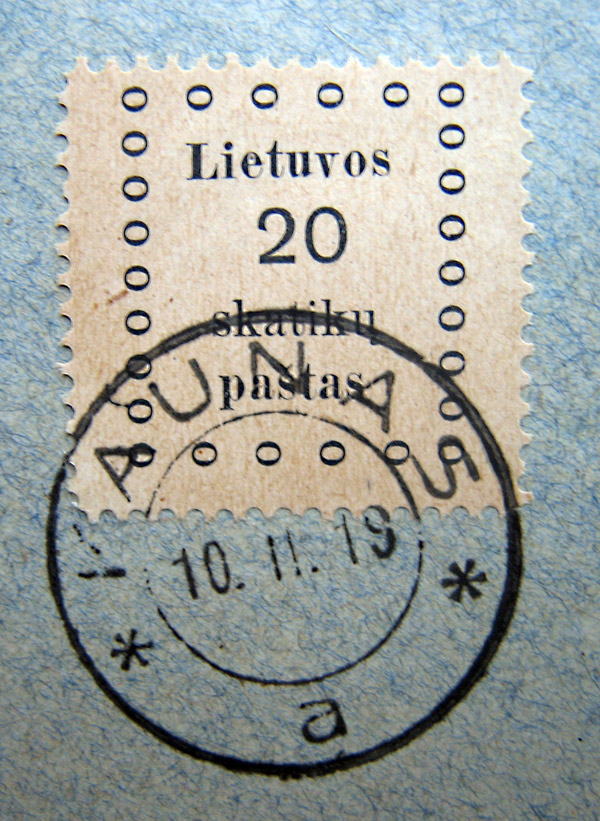
Timbre "Baltukas" de la première émission (imprimé à Kaunas le 19 janvier 1919).

Cet article est une introduction à l’histoire postale et philatélique de la Lituanie.

## Les origines
L’histoire postale de la Lituanie a commencé aux alentours des Xe, XIe et XIIe siècles, avant l’introduction du christianisme, avec un système postal appelé krivūlė. Le premier réel service de courrier fut introduit en 1562. Il permettait de relier Vilnius avec Cracovie et Venise.
Dans les années 1850, le pays faisait partie de l’Empire russe (provinces de Vilno et Kowno). Les timbres russes y ont eu cours de 1857 jusqu’à la révolution

## La Lituanie indépendante

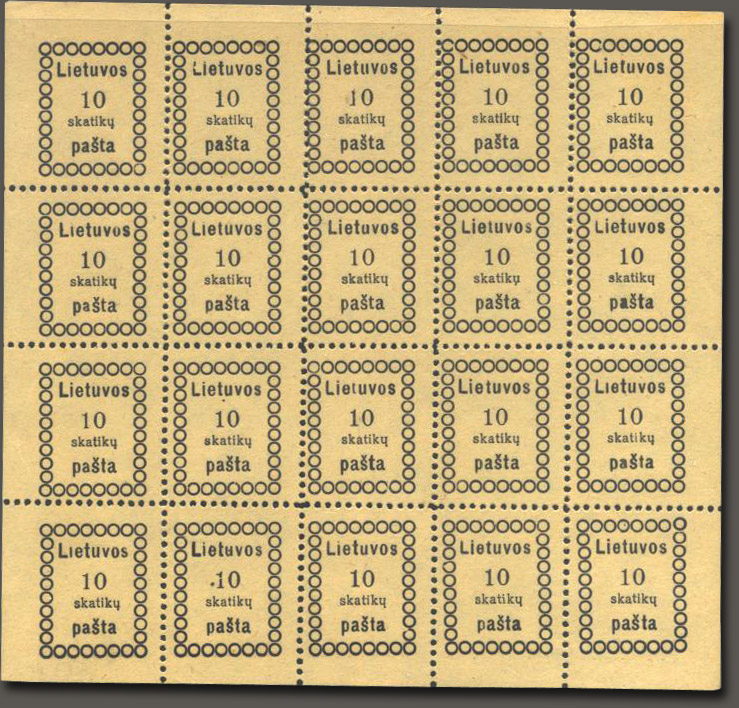
Planche de la première émission de Vilna

La première émission de timbres spécifiques à la Lituanie eut lieu à la première période d’indépendance en 1918. Cette série, au motif assez rudimentaire a pour nom « Baltukai ». On y relève deux villes d’émission, Vilnius en 1918 et Kaunas en 1919. Trois séries avec des motifs peu différents ont été produites à Kaunas.